# Кина (Ирландия)
Кина (Кинах; англ. Keenagh; ирл. Caonach, «мох») — деревня в Ирландии, находится в графстве Лонгфорд (провинция Ленстер).
В деревне есть 2 церкви (католическая и протестантская), несколько магазинчиков и 3 паба.

## Демография
Население — 241 человек (по переписи 2006 года). В 2002 году население составляло 225 человек.
Данные переписи 2006 года:
| Общие демографические показатели |               |                               |                               |      |      |
| Всё население                    | Всё население | Изменения населения 2002—2006 | Изменения населения 2002—2006 | 2006 | 2006 |
| 2002                             | 2006          | чел.                          | %                             | муж. | жен. |
| 225                              | 241           | 16                            | 7,1                           | 121  | 120  |